# 7. ročník udílení AACTA International Awards

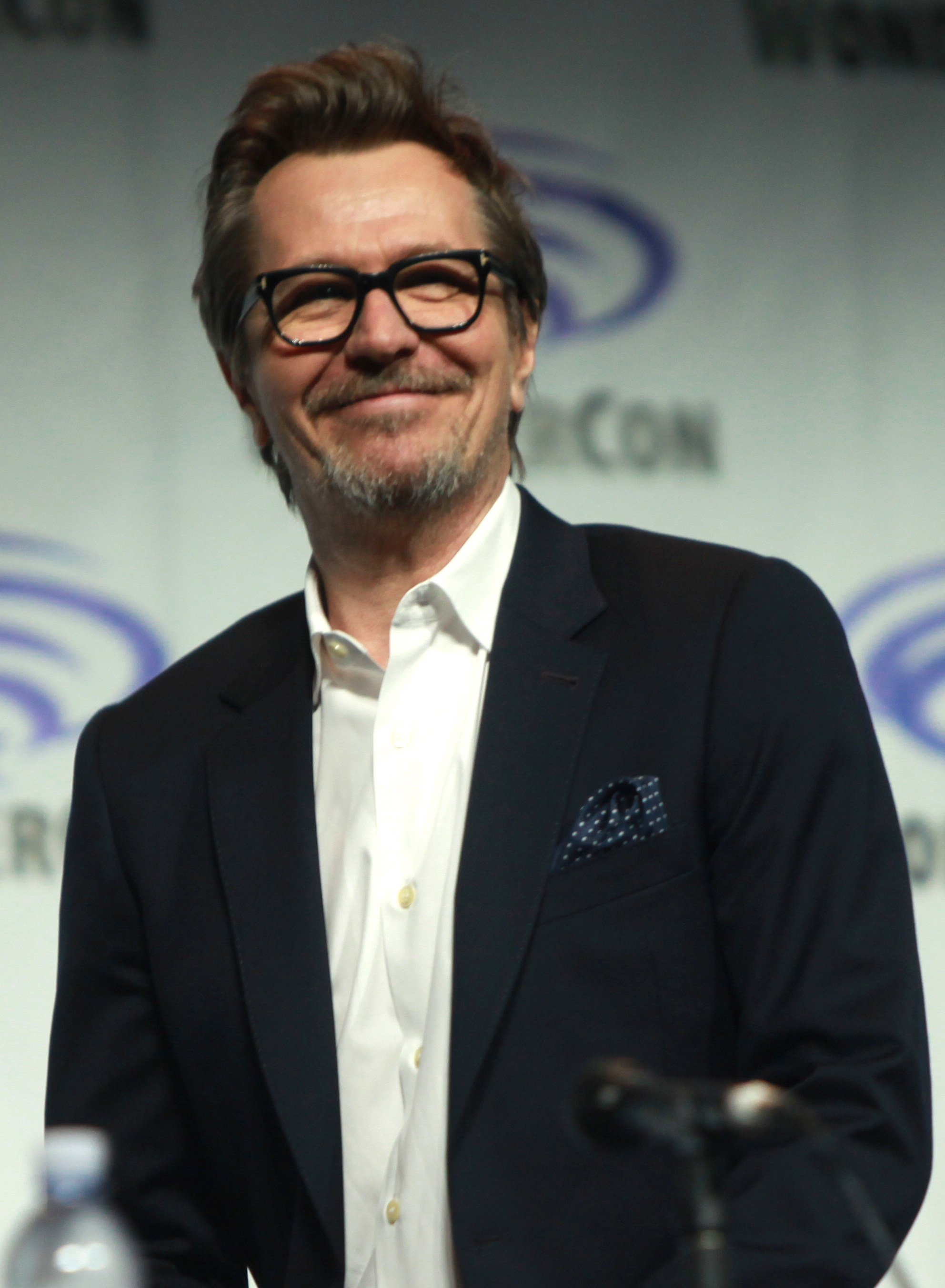
Gary Oldman vítěz v kategorii nejlepší mužský herecký výkon v hlavní roli za roli ve filmu Nejtemnější hodina

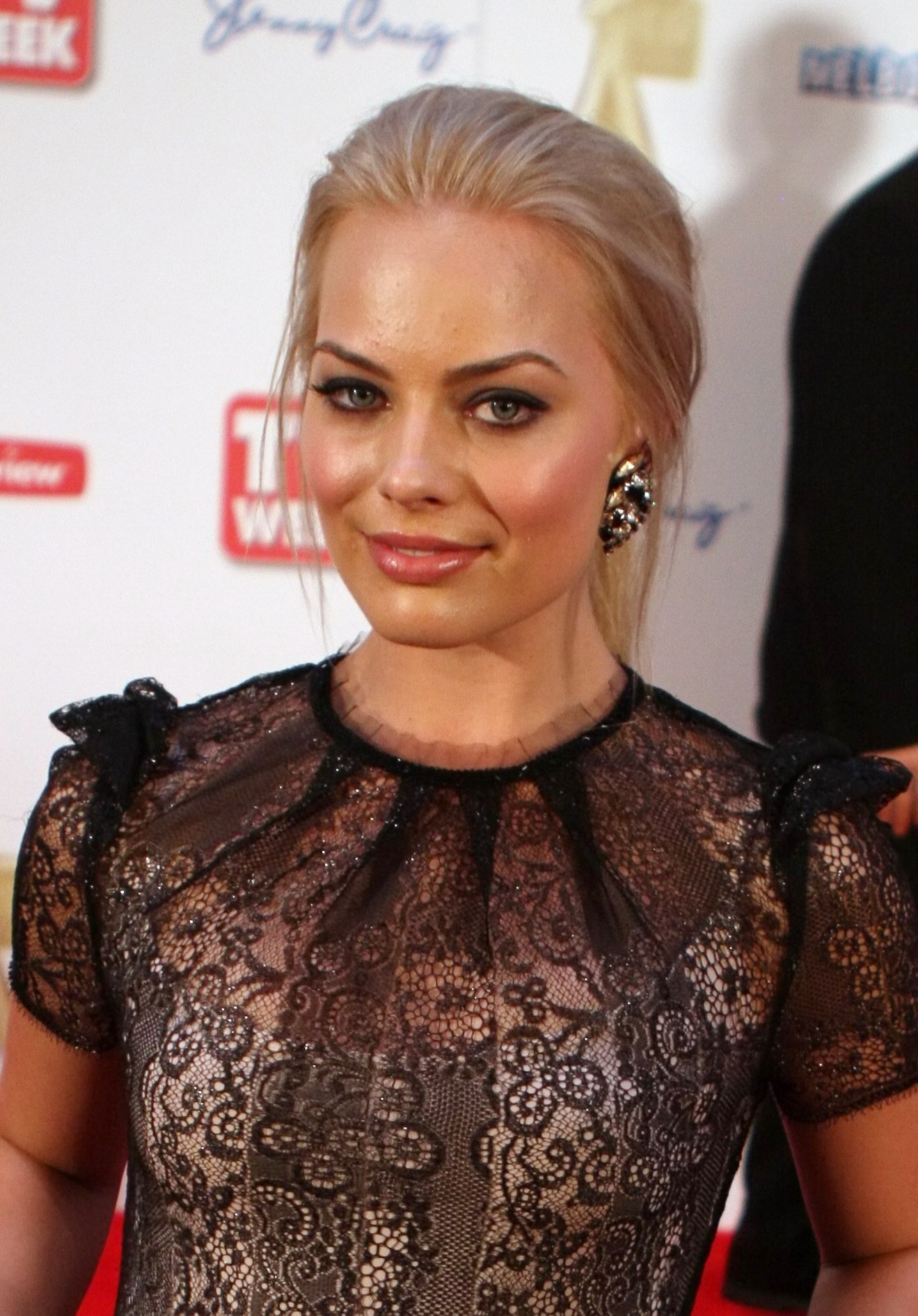
Margot Robbie vítězka v kategorii nejlepší ženský herecký výkon v hlavní roli za roli ve filmu Já, Tonya

7. ročník udílení AACTA International Awards se konal 5. ledna 2018 v hotelu The Avalon v Hollywoodu v Los Angeles. Galavečer moderoval Daniel MacPherson. Nominace byly vyhlášeny 13. prosince 2017.

## Nominace

### Film
| Nejlepší film (drama) | Nejlepší režisér |
| --- | --- |
| - Tři billboardy kousek za Ebbingem - Dej mi své jméno - Dunkerk - Lady Bird - Tvář vody                                                                                              | - Christopher Nolan – Dunkerk - Luca Guadagnino – Dej mi své jméno - Guillermo del Toro – Tvář vody - Craig Gillespie – Já, Tonya - Greta Gerwig – Lady Bird                        |
| Nejlepší mužský herecký výkon v hlavní roli | Nejlepší ženský herecký výkon v hlavní roli |
| - Gary Oldman – Nejtemnější hodina - Timothée Chalamet – Dej mi své jméno - Daniel Day-Lewis – Nit z přízraků - Hugh Jackman – Největší showman - Daniel Kaluuya – Uteč               | - Margot Robbie – Já, Tonya - Sally Hawkins – Tvář vody - Frances McDormandová – Tři billboardy kousek za Ebbingem - Judi Dench – Victoria a Abdul - Saoirse Ronan – Lady Bird      |
| Nejlepší mužský herecký výkon ve vedlejší roli | Nejlepší ženský herecký výkon ve vedlejší roli |
| - Sam Rockwell – Tři billboardy kousek za Ebbingem - Willem Dafoe – The Florida Project - Armie Hammer – Dej mi své jméno - Tom Hardy – Dunkerk - Ben Mendelsohn – Nejtemnější hodina | - Allison Janney – Já, Tonya - Mary J. Blige – Mudbound - Laurie Metcalf – Lady Bird - Abbie Cornish – Tři billboardy kousek za Ebbingem - Nicole Kidman – Zabití posvátného jelena |
| Nejlepší scénář | |
| - Martin McDonagh – Tři billboardy kousek za Ebbingem - Greta Gerwig – Lady Bird - Luca Guadagnino – Dej mi své jméno - Christopher Nolan – Dunkerk - Jordan Peele – Uteč             | |

## Další
- 24. ročník udílení Screen Actors Guild Awards
- 23. ročník udílení Critics' Choice Movie Awards
- 71. ročník udílení Filmových cen Britské akademie
- 75. ročník udílení Zlatých glóbů
- 90. ročník udílení Oscarů